# Филмографија и дискографија Ејми Адамс
Ејми Адамс је америчка глумица која је дебитовала на филму у црној комедији Цркни лепотице из 1999. године. Наставила је да гостује у разним телевизијским серијама, укључујући Веселе седамдесете, Чари, Бафи, убица вампира, и У канцеларији, а такође се појавила у мањим филмским улогама. Године 2002, имала је прву велику улогу у биографској криминалистичкој драми Ухвати ме ако можеш, у режији Стивена Спилберга. Међутим, филм није покренуо њену каријеру, како се Спилберг надао. Три године касније, остварила је свој пробој, глумећи срећну трудну жену у филму Придошлица (2005), за који је добила своју прву номинацију за награду Оскар за најбољу споредну глумицу. Две године касније, Ејми је глумила у Дизнијевој романтичној комедији Зачарана, за коју је била номинована за своју прву награду Златни глобус за најбољу глумицу (комедија или мјузикл).
Године 2008, Ејми је играла наивну часну сестру у драми Сумња, поред Филипа Симора Хофмана и Мерил Стрип, за коју је добила другу номинацију за Оскара за најбољу споредну глумицу. Затим се појавила у комичној драми Џули и Џулија, са Стрип у главној улози, и играла је Амелију Ерхарт у наставку авантуристичке комедије Ноћ у музеју 2: Битка за Смитсонијан, обе 2009. године. Следеће године, тумачила је улогу конобарицу у спортској драми Боксер (2010), у режији Дејвида О. Расела, која јој је донела трећу номинацију за Оскара за најбољу споредну глумицу. Након улоге у музичкој комедији Мапетовци (2011), Ејми је играла жену култног вође у драми Мастер, заједно са Хоакином Финиксом. Ова улога у психолошком остварењу режисера Пола Томаса Андерсона, донела јој је четврту номинацију за најбољу споредну глумицу на Оскару.
Током 2013. године, Ејми је глумила Лоис Лејн у филму Човек од челика, затим преваранткињу у крими комедији Америчка превара  и улогу Ејми у остварењу Она. За улогу у Америчким преварама, освојила је награду Златни глобус за најбољу глумицу (комедија или мјузикл) и добила своју прву номинацију за Оскара за најбољу глумицу. Затим је глумила уметницу Маргарет Кин у биографском филму Велике очи (2014), у режији Тим Бертон, за који је освојила другу узастопну награду Златни глобус за најбољу глумицу (комедија или мјузикл), поставши четврта глумица у историји награде која је постигла овај подвиг. Године 2016, поновила је своју улогу Лејн у филму Бетмен против Супермена: Зора праведника, филму са највећом зарадом у њеној каријери. Исте године, Ејми је глумила докторку у научнофантастичном остварењу Долазак и психолошком трилеру Ноћне звери, уз позитивне критике. Добила је признање и номинацију за награду Еми за програм у ударном термину за улогу репортера у Ејч-Би-Оу-овој мини серији Оштри предмети (2018), а добила је још једну номинацију за Оскара за улогу Лини Чејни у сатиричном филму Човек из сенке (2018).

## Филмографија

### Филм
| Films that have not yet been released | Означава филмове који још увек нису објављени |

| Година | Назив                                    | Улога                | Напомена                        | Реф.          |
| ------ | ---------------------------------------- | -------------------- | ------------------------------- | ------------- |
| 1999.  | Цркни лепотице                           | Лесли Милер          |                                 | [ 21 ]        |
| 2000.  | Луда журка на плажи                      | Марвел Ен            |                                 | [ 22 ]        |
| 2000.  | Окрутне намере 2                         | Кетрин               | директно на видео               | [ 23 ]        |
| 2002.  | Правило најјачих                         | Дорин                |                                 | [ 24 ]        |
| 2002.  | Бундевко                                 | Алекс                |                                 | [ 25 ]        |
| 2002.  | Како сам заволео Сару                    | Кејт                 |                                 | [ 26 ]        |
| 2002.  | Ухвати ме ако можеш                      | Бренда Стронг        |                                 | [ 27 ]        |
| 2004.  | Последње пребацивање                     | Алексис              |                                 | [ 28 ]        |
| 2005.  | Изнајмљени дечко                         | Ејми Елис            |                                 | [ 29 ]        |
| 2005.  | Остани на месту                          | Елиз                 |                                 | [ 30 ]        |
| 2005.  | Придошлица                               | Ешли Џонстен         |                                 | [ 31 ]        |
| 2005.  | Stephen Tobolowsky's Birthday Party      | себе                 | документарац                    | [ 32 ]        |
| 2006.  | Љубав и неповерење                       | Шарлот Браун         | кратки филм                     | [ 33 ]        |
| 2006.  | Рики Боби: Легенда брзине                | Сузан                |                                 | [ 34 ]        |
| 2006.  | Тинејшес Ди: Трзалица судбине            | прелепа жена         |                                 | [ 35 ]        |
| 2006.  | Бивши дечко                              | Еби Марч             |                                 | [ 36 ]        |
| 2007.  | Суперпас                                 | Поли Пјурбред        | гласовна улога                  | [ 37 ]        |
| 2007.  | Зачарана                                 | Жизела               |                                 | [ 38 ]        |
| 2007.  | Рат Чарлија Вилсона                      | Бони Бах             |                                 | [ 39 ]        |
| 2008.  | Весело чишћење                           | Роуз Лорковски       |                                 | [ 40 ]        |
| 2008.  | Живети за један дан                      | Делисија Лафос       |                                 | [ 41 ]        |
| 2008.  | Сумња                                    | сестра Џејмс         |                                 | [ 42 ]        |
| 2009.  | Ноћ у музеју 2: Битка за Смитсонијан     | Амелија Ерхарт / Тес |                                 | [ 43 ] [ 44 ] |
| 2009.  | Џули и Џулија                            | Џули Пауел           |                                 | [ 45 ]        |
| 2009.  | Месечева серенада                        | Џули                 |                                 | [ 46 ]        |
| 2010.  | Преступна година                         | Ана Брејди           |                                 | [ 47 ]        |
| 2010.  | Љубав и неповерење                       | Шарлот Браун         | сегмент Новчићи Ворнера Лохлина | [ 48 ] [ 49 ] |
| 2010.  | Боксер                                   | Шарлин Флеминг       |                                 | [ 50 ]        |
| 2011.  | Мапетовци                                | Мери                 |                                 | [ 51 ]        |
| 2012.  | На путу                                  | Џејн                 |                                 | [ 52 ]        |
| 2012.  | Мастер                                   | Пеги Дод             |                                 | [ 53 ]        |
| 2012.  | Повратак у игру                          | Мики Лобел           |                                 | [ 54 ]        |
| 2013.  | Човек од Челика                          | Лоис Лејн            |                                 | [ 55 ]        |
| 2013.  | Она                                      | Ејми                 |                                 | [ 56 ]        |
| 2013.  | Америчка превара                         | Сидни Просер         |                                 | [ 57 ]        |
| 2014.  | Успаванка                                | Емили                |                                 | [ 58 ]        |
| 2014.  | Велике очи                               | Маргарет Кин         |                                 | [ 59 ]        |
| 2016.  | Бетмен против Супермена: Зора праведника | Лоис Лејн            |                                 | [ 60 ]        |
| 2016.  | Долазак                                  | др Луиз Бенкс        |                                 | [ 61 ]        |
| 2016.  | Ноћне звери                              | Сузан Мороу          |                                 | [ 62 ]        |
| 2017.  | Лига правде                              | Лоис Лејн            |                                 | [ 63 ]        |
| 2018.  | Човек из сенке                           | Лини Чејни           |                                 | [ 64 ]        |
| 2020.  | Горштачка елегија                        | Бев Венс             |                                 | [ 65 ]        |
| 2021.  | Лига правде Зака Снајдера                | Лоис Лејн            |                                 | [ 66 ]        |
| 2021.  | Жена на прозору                          | др Ана Фокс          |                                 | [ 67 ]        |
| 2021.  | Драги Еване Хансене                      | Синтија Марфи        |                                 | [ 68 ]        |
| 2022.  | Зачарана 2                               | Жизела Филип         |                                 | [ 69 ]        |
| 2023.  | Nightbitch                               | ускоро               | пост-продукција                 | [ 70 ]        |

### Телевизија
| Година      | Назив                   | Улога                     | Напомена                                                      | Реф.                 |
| ----------- | ----------------------- | ------------------------- | ------------------------------------------------------------- | -------------------- |
| 2000.       | Веселе седамдесете      | Кат Питерсон              | епизода Burning Down the House                                | [ 71 ] [ 72 ]        |
| 2000.       | Чари                    | Маги Мерфи                | епизода Murphy's Luck                                         | [ 73 ]               |
| 2000.       | Зои, Данкан, Џек и Џејн | Дина                      | епизода Tall, Dark and Duncan's Boss                          | [ 74 ]               |
| 2000.       | Градић Провиденс        | Ребека „Бека“ Тејлор      | епизода The Good Doctor                                       | [ 75 ]               |
| 2000.       | Бафи, убица вампира     | Бет Маклеј                | епизода Family                                                | [ 76 ]               |
| 2001.       | Смолвил                 | Џоди Мелвил               | епизода Craving                                               | [ 77 ]               |
| 2002.       | Западно крило           | Кети                      | епизода 20 Hours in America: Part 1                           | [ 78 ]               |
| 2004.       | Краљ брда               | Мерилин / Мисти / Саншајн | епизоде My Hair Lady и Cheer Factor                           | [ 79 ]               |
| 2004.       | Доктор Вегас            | Алис Доерти               | пет епизода                                                   | [ 80 ]               |
| 2005−2006.  | У канцеларији           | Кејти                     | три епизоде                                                   | [ 81 ]               |
| 2008. 2014. | Уживо суботом увече     | домаћин                   | епизоде Amy Adams / Vampire Weekend Amy Adams / One Direction | [ 82 ] [ 83 ] [ 84 ] |
| 2011.       | Улица Сезам             | себе                      | епизода Cast Iron Cooks                                       | [ 85 ]               |
| 2018.       | Оштри предмети          | Камил                     | осам епизода; извршни продуцент                               | [ 86 ]               |

## Позориште
| Година | Наслов              | Улога           | Место                      | Реф.   |
| ------ | ------------------- | --------------- | -------------------------- | ------ |
| 2012.  | Into the Woods      | Пекарева жена   | Позориште Делакорт         | [ 87 ] |
| 2022.  | The Glass Menagerie | Аманда Вингфилд | Позориште војводе од Јорка | [ 88 ] |

## Дискографија
| Година | Музика из филма     | Песма                            | Реф.   |
| ------ | ------------------- | -------------------------------- | ------ |
| 2007.  | Зачарана            | True Love's Kiss                 | [ 89 ] |
| 2007.  | Зачарана            | Happy Working Song               | [ 89 ] |
| 2007.  | Зачарана            | That's How You Know              | [ 89 ] |
| 2008.  | Живети за један дан | If I Didn't Care                 | [ 90 ] |
| 2011.  | Мапетовци           | Life's a Happy Song              | [ 91 ] |
| 2011.  | Мапетовци           | Me Party                         | [ 91 ] |
| 2011.  | Мапетовци           | Life's a Happy Song Finale       | [ 91 ] |
| 2021.  | Драги Еване Хансене | Requiem                          | [ 92 ] |
| 2022.  | Зачарана 2          | Even More Enchanted              | [ 93 ] |
| 2022.  | Зачарана 2          | Fairytale Life (The Wish)        | [ 93 ] |
| 2022.  | Зачарана 2          | Fairytale Life (After the Spell) | [ 93 ] |
| 2022.  | Зачарана 2          | Badder                           | [ 93 ] |
| 2022.  | Зачарана 2          | Love Power (Reprise)             | [ 93 ] |
| 2022.  | Зачарана 2          | Even More Enchanted (Finale)     | [ 93 ] |

## Музички видео
| Година | Наслов    | Извођач(и)            | Редитељ     | Улога            | Реф.   |
| ------ | --------- | --------------------- | ----------- | ---------------- | ------ |
| 2008.  | Hero Song | The Lonely Island     | Акива Шафер | жена у опасности | [ 94 ] |
| 2020.  | Imagine   | Гал Гадот и пријатељи | -           | себе             | [ 95 ] |